# Несколько кругов
«Несколько кругов» (англ. Several Circles, нем. Einige Kreise) — абстрактная картина русского художника Василия Кандинского, написанная в 1926 году и хранящаяся в Музее Соломона Гуггенхайма в Нью-Йорке.

## История
В начале 1920-х годов, после возвращения Кандинского из РСФСР в Веймарскую республику, его работы приобрели характерную геометричность, на холсте стало появляться больше пространства, а стихийность уступила место порядку. Увлечённый образовательным процессом и теоретической работой в Баухаусе, художник продолжил свои исследования взаимодействия и влияния основных элементов холста — цвета и формы.

## Описание
Художник воплотил в жизнь собственные теоретические изыскания в своих «Нескольких кругах». Намеренно ограничившись только одной формой — кругом, Кандинский сосредоточил все своё внимание на других аспектах, таких как цвета и массы, а также их относительное расположение на холсте, которые определяют композицию. Кроме того, «Несколько кругов», в отличие от многих абстрактных работ Кандинского, не имеют никаких объективных коннотаций, являясь чистой абстракцией.
Под влиянием школы Баухаус, конструктивизма и супрематизма перед абстрактным искусством Кандинский изучает форму и цвет, их взаимосвязи. На полотне выделяется чёрный фон, тона которого гармонично повторяют цветные фигуры. Выделяются некоторые круги, которые словно плывут в космосе, подражая планетам, вращающимся во Вселенной по законам гравитационного притяжения: некоторые из них более изолированы, чем другие, которые, с другой стороны, образуют устойчивые скопления.
Наложение синего круга, преобладающего над остальными из-за своего величия, на размытый в своих очертаниях белый круг напоминает лунные затмения: с помощью геометрических фигур разных цветов Кандинский, таким образом, создает произведение, удовлетворяющее все чувства, и не только зрение. Чёрный круг внутри синего напоминает другие меньшие круги того же цвета, которые усеивают всю работу.
Круг, важный для Кандинского элемент, появившийся в «Композиции VIII», достигает здесь своей максимальной степени в космической и гармоничной среде. О круге Кандинский говорил, что «это синтез великих противоположностей. Он объединяет концентрическое и эксцентрическое в единую форму и баланс. Из трёх основных форм круг — это та, которая явно направляется к четвёртому измерению».
Цвета в какой-то момент становятся прозрачными и накладываются друг на друга, и важно отметить необычайное мастерство художника в изображении хроматических вариаций «планетных кругов», которые накладываются и затмевают друг друга, не заслоняя друг друга полностью.